# Patrick Obermüller
Patrick Obermüller (* 17. Februar 1999) ist ein österreichischer Fußballspieler.

## Karriere

### Verein
Obermüller begann seine Karriere beim SC Klosterneuburg 1912. Zur Saison 2011/12 kam er in die Jugend des SK Rapid Wien, bei dem er später auch in der Akademie spielen sollte.
Im November 2016 debütierte er für die Amateure von Rapid in der Regionalliga, als er am 14. Spieltag der Saison 2016/17 gegen den FCM Traiskirchen in der Startelf stand. In jenem Spiel wurde er in der 72. Minute nach zwei Gelben Karten vom Platz gestellt. Im Oktober 2017 erzielte er gegen den FC Stadlau sein erstes Tor in der Regionalliga.
Im Mai 2019 debütierte Obermüller, ohne zuvor überhaupt einmal im Kader gestanden zu haben, für die Profis von Rapid in der Bundesliga, als er am 32. Spieltag der Saison 2018/19 gegen den SCR Altach in der Startelf stand und in der 69. Minute durch Mario Sonnleitner ersetzt wurde.
Zur Saison 2019/20 wurde er an den TSV Hartberg verliehen. Nach vier Einsätzen für die Steirer wurde er im Februar 2020 an den Zweitligisten SV Ried weiterverliehen. Bis zum Ende der Leihe kam er zu elf Einsätzen für Ried in der 2. Liga. Mit den Oberösterreichern konnte er als Zweitligameister in die Bundesliga aufsteigen.
Nach dem Ende der Leihe kehrte er zu Rapid zurück, wo er für die inzwischen in die 2. Liga aufgestiegene Zweitmannschaft zum Einsatz kommen sollte. Für diese absolvierte er in der Saison 2020/21 acht Zweitligapartien. Nach der Saison 2020/21 verließ er Rapid und wechselte zu den drittklassigen Amateuren des FC Admira Wacker Mödling. Für Admira II kam er zu 25 Regionalligaeinsätzen. Nach der Saison 2021/22 wurde das Team vom Spielbetrieb abgemeldet.
Daraufhin wechselte Obermüller zur Saison 2022/23 zum vormaligen Ligakonkurrenten ASV Draßburg. Für Draßburg absolvierte er 29 Partien in der Ostliga. Zur Saison 2023/24 wechselte er zum Zweitligisten Schwarz-Weiß Bregenz. Für Bregenz absolvierte er 23 Zweitligapartien. Zur Saison 2024/25 schloss er sich dem Regionalligisten FC Hertha Wels an. Für Wels absolvierte er 28 Partien in der Regionalliga, mit dem Team stieg er zu Saisonende als Meister in die 2. Liga auf.

### Nationalmannschaft
Obermüller spielte im Februar 2015 erstmals für eine österreichische Jugendnationalauswahl. Im Oktober 2016 debütierte er gegen die Ukraine für die österreichische U-18-Auswahl, für die er bis April 2017 fünf Spiele absolvierte. Im August 2017 kam er gegen Norwegen zu seinem ersten Einsatz für das U-19-Team.
Im März 2019 spielte er gegen Norwegen erstmals für die U-20-Mannschaft.